# Recycle or die
Recycle or die is een soort verzamelalbum van Johannes Schmoelling. Schmoelling schreef gedurende de jaren voorafgaand aan dit album muziek voor films en theater, maar leverde ook bijdragen aan Tangerine Dream. Hij beschouwde dit album als een hommage aan al diegenen die hem hebben beïnvloed in het schrijven van muziek. Daaronder bevindt zich ook Johann Sebastian Bach met zijn Pianoconcert nr. 4 in A majeur (BWV 1055) (The electrified J.S.). De muziek is opgenomen in zijn eigen Rietstudio te Berlijn. Overigens zat Schmoelling vanaf dan zonder platenlabel; Viktoriapark Records is van hemzelf. Stratosphere is een bewerking van Schmoelling van Dreams Stratosfear.

## Musici
- Johannes Schmoelling – synthesizers, elektronica
- Hans Fahling – gitaar op Italian 3rd scratch

## Muziek
Alle van Schmoelling behalve waar aangegeven

| Nr. | Titel                                          | Duur |
| --- | ---------------------------------------------- | ---- |
| 1.  | L’atelier                                      | 2:20 |
| 2.  | Explosive game                                 | 3:22 |
| 3.  | Recycle or die                                 | 5:41 |
| 4.  | Stratosphere (Baumann, Franke, Froese)         | 6:14 |
| 5.  | Broken heart of a broken hero                  | 8:19 |
| 6.  | Midnight in Tula (Franke, Froese, Schmoelling) | 3:40 |
| 7.  | Buda*Pest                                      | 6:47 |
| 8.  | Dominion (Franke, Froese, Schmoelling)         | 5:06 |
| 9.  | Italian Scratches: 1st scratch                 | 4:40 |
| 10. | Italian Scratches: 2nd scratch                 | 1:24 |
| 11. | Italian Scratches: 3rd scratch                 | 3:06 |
| 12. | The electrified J.S.                           | 5:21 |